# Mickey Spillane
Mickey Spillane, pseudonimo di Frank Morrison Spillane (New York, 9 marzo 1918 – Murrells Inlet, 17 luglio 2006), è stato uno scrittore, sceneggiatore e fumettista statunitense.
Si dice che Mike Hammer, il personaggio più conosciuto uscito dalla penna di Mickey Spillane, riflettesse le caratteristiche del suo autore: cinico, violento e sbrigativo tanto con i malviventi quanto con le donne. In una parola: macho. Al di là del pervicace anticomunismo che gli è stato più volte attribuito, sicuramente Spillane - stando ai suoi biografi - fu tutto questo. Racchiudendo in sé buona parte della cultura dell'epoca in cui maturò e visse, e mutuando la propria esperienza dalle travagliate esperienze dei decenni che precedettero e seguirono, in particolare nel suo paese, gli Stati Uniti (la depressione, i conflitti sociali, le battaglie per i primi diritti civili) le tragiche vicende della seconda guerra mondiale.

Come Spillane nella vita, ugualmente Hammer nelle pagine delle novelle di genere noir di cui era protagonista mostrava prima di tutto il disincanto caratterizzato dalla forte misoginia tipica degli eroi dell'hard-boiled all'epoca in auge (e da cui sarebbero derivati in anni successivi i protagonisti pulp frutto del talento visionario di cineasti come Quentin Tarantino e Oliver Stone).
È considerato uno dei padri, assieme a Dashiell Hammett e Raymond Chandler, del genere hard-boiled.
Il suo personaggio più conosciuto, protagonista di molte avventure seriali, è stato l'investigatore privato Mike Hammer, caratterizzato da un'indole maschilista e violenta. Un altro personaggio di suoi racconti, sia pure di minore successo, fu Tiger Mann.
L'autorevole organizzazione dei Mystery Writers of America lo insignì nel 1995 del titolo di Gran Maestro. Molti dei suoi romanzi ebbero vita proprio fuori dalle pagine del libro, per essere o portati sullo schermo del cinema (con l'unico vero successo de Un bacio e una pistola, per la regia di Robert Aldrich), oppure letti alla radio o ridotti per la televisione o, infine, da lui sceneggiati per serie a fumetti.
Si vantava di essere l'autore più tradotto al mondo dopo Lenin, Tolstoj, Gor'kij e Verne (con la differenza che loro erano morti), e di non avere ammiratori ma solo clienti. Non fece della sua arte un titolo di merito ma ammise sempre di scrivere unicamente per guadagnare denaro.
Non fu molto stimato da alcuni suoi colleghi (Chandler, ad esempio, un po' ingenerosamente, lo definì un fumettaro) e la stessa critica non sempre fu benevola con la sua opera.

## Biografia
La sua lunga vita - conclusa dopo una grave malattia a Murrels Inlet, nella Carolina del Sud, dove viveva da tempo - è stata tanto turbolenta ed intensa quanto, almeno per molti versi, felice e soddisfacente.
Dal suo lavoro di scrittore ebbe molto denaro, il successo di pubblico testimoniato dai molti lettori  che per molti anni hanno atteso con trepidazione l'uscita di suoi nuovi libri e, particolare non da poco per un uomo evidentemente ricco di vitalità, numerose storie d'amore.
Fu sposato per tre volte. Dalla prima moglie, Mary Ann Pearce, ebbe quattro figli; e se la seconda, Sherri Malinou, era un'avvenente modella in grado di posare seminuda sulle copertine dei suoi libri, la terza, Jane Rodgers Johnson, era stata Miss South Carolina.
Della critica ufficiale Spillane amò sempre farsi beffe. Non mi importa un accidente di leggere le recensioni, soleva dire, precisando di essere più interessato ai rendiconti derivanti dal diritto d'autore.
Sicuramente era conscio di avere dalla sua l'ultima pagina del libro, quella che conta, e quella che favorirà la vendita del successivo.
Ma gli inizi di carriera furono tutt'altro che facili. Figlio di un barista, nato nel quartiere newyorkese di Brooklyn ma cresciuto nel sobborgo industriale di Elizabeth, stato del New Jersey, il futuro scrittore iniziò la carriera scrivendo brevi racconti seriali di genere pulp per giornali quotidiani, periodici e riviste a fumetti della Marvel che pubblicavano le storie di Capitan America, Capitan Marvel e della Torcia Umana originale.

## Il successo di Mike Hammer
Appassionato di letteratura classica (diceva di aver amato particolarmente i romanzi di Alexandre Dumas), abbandonò ben presto gli studi di Legge per dedicarsi totalmente alla scrittura. Nel frattempo sbarcava il lunario vendendo cravatte, facendo il bagnino sulle spiagge di Long Island e finanche l'uomo proiettile - in nomen omen - al circo. Neppure trentenne, nel 1947, a seconda guerra mondiale terminata (servì nell'Aeronautica), pubblicò il suo primo romanzo di successo con protagonista Mike Hammer, I, the Jury, pubblicato in Italia con il titolo di Ti ucciderò. Sarebbero seguiti poi altri racconti di successo. Degni di segnalazione sono, fra i primi da lui pubblicati, La vendetta è mia, Una ragazza e una pistola (entrambi del 1950), Il colpo gobbo e  Tragica notte (del 1951).
Nella sua vita ebbe sempre una forte avversione al comunismo e, negli anni cinquanta, non nascose la sua adesione all'operato del senatore Joseph McCarthy, rispetto al quale inserì espliciti riferimenti in un suo libro, Cacciatori di donne, da lui interpretato anche sullo schermo cinematografico. Prima che il successo gli arridesse, collaborò con l'FBI in pericolose operazioni antidroga che gli costarono anche delle ferite.
Trovò il modo di occuparsi anche di cinema, riducendo in sceneggiature alcuni propri lavori e interpretando talvolta egli stesso  il suo personaggio prediletto che lo ha consegnato alla storia della letteratura, Mike Hammer.
Per ben due volte - dal 1953 al 1961 e poi di nuovo fra il 1973 e il 1989 - si ritirò dalla professione per poi tornare a pubblicare nuove storie.

Nei lunghi periodi di stasi si dedicò alla religione, avvicinandosi al movimento dei testimoni di Geova, dei quali divenne un fervido sostenitore. Per arrotondare le entrate derivanti dalle royalty delle vendite dei suoi libri si arrangiò a fare la pubblicità per una marca di birra. Fu anche, occasionalmente, attore: tra le sue varie apparizioni (la maggior parte delle quali nella parte di se stesso), nel 1974 interpretò uno scrittore nell'episodio Un killer venuto dal Vietnam, della terza stagione del telefilm Colombo.

## Opere

### Romanzi
- 1951, La lunga attesa (The Long Wait), stampato nel 1953 nella collana Serie Gialla Garzanti con il numero 20.
- 1953, La morte alle calcagna (Everybody's Watching Me), stampato nel 1958 nella collana Serie Gialla Garzanti con il numero 120.
- 1953, Together We Kill
- 1953, The Night I Died (con Mike Hammer)
- 1955, The Screen Test Of Mike Hammer (con Mike Hammer)
- 1956, Tomorrow I Die!
- 1958, Stand Up and Die!
- 1960, I'll Die Tomorrow
- 1961, Il patto di sangue (The Deep), stampato nel 1961 nella collana Serie Gialla Garzanti con il numero 206.
- 1964, Hot Cat
- 1964, I Came to Kill You (con Mike Hammer)
- 1965, Il fattore Delta (The Delta Factor), stampato nel 1970 dalla Garzanti.
- 1969, The Tough Guys
- 1972, Dog figlio di... (Erection Set), stampato nel 1973 dalla Garzanti.
- 1973, Fuori l'ultimo (The Last Cop Out), stampato nel 1974 dalla Garzanti.
- 1973, The Gold Fever Tapes
- 1975, The Dred Chinatown Man
- 1975, Toys for the Man-Child
- 1984, Tomorrow I Die
- 1984, Sex Is My Vengeance
- 1984, Trouble...Come and Get It
- 2003, Qualcosa sul fondo (Something's Down There), supplemento di segretissimo 2005

### Serie con Mike Hammer
1. 1947, Ti ucciderò (I, the Jury), stampato nel 1953 nella collana Serie Gialla Garzanti con il numero 2.
2. 1950, Una ragazza e una pistola (My Gun is Quick), stampato nel 1956 nella collana Serie Gialla Garzanti con il numero 56.
3. 1950, La vendetta è mia (Vengeance is Mine), stampato nel 1954 nella collana Serie Gialla Garzanti con il numero 34.
4. 1951, Tragica notte (One Lonely Night...), stampato nel 1953 nella collana Serie Gialla Garzanti con il numero 5.
5. 1951, Il colpo gobbo (The Big Kill), stampato nel 1953 nella collana Serie Gialla Garzanti con il numero 10.
6. 1952, Bacio mortale (Kiss Me, Deadly), stampato nel 1955 nella collana Serie Gialla Garzanti con il numero 52.
7. 1962, Cacciatori di donne (The Girl Hunters), stampato nel 1963 nella collana Serie Gialla Garzanti con il numero 243.
8. 1964, Il morso del serpente (The Snake), stampato nel 1964 nella collana Gialli Garzanti con il numero 13.
9. 1966, Piccolo mostro (The Twisted Thing), stampato nel 1967 nella collana Garzanti per tutti con il numero 103.
10. 1967, Il club del vizio (The Body Lovers), stampato nel 1969 dalla Garzanti.
11. 1970, Sopravvivenza zero (Survival...Zero!),  stampato nel 1971 dalla Garzanti.
12. 1989, L'uomo che uccide (The Killing Man), stampato nel 1990 nella collana Mystbooks o  nel 1991 nella collana Il Giallo Mondadori.
13. 1997, Vicolo oscuro (Black Alley) stampato nel 2016 nella collana Il Giallo Mondadori.
14. 2008, La reliquia che scotta (The Goliath Bone), stampato nel 2009 nella collana Il Giallo Mondadori.

### Serie con Tiger Mann
1. 1964, Il giorno delle pistole (Day of the Guns), stampato nel 1965 dalla Garzanti.
2. 1965, Alba di sangue (Bloody Sunrise), stampato nel 1967 dalla Garzanti.
3. 1965, Venditori di morte (The Death Dealers), stampato nel 1967 dalla Garzanti.
4. 1967, Il bottone della morte (The By-Pass Control), stampato nel 1968 dalla Garzanti.

### Libri per ragazzi
- 1979,	The Day the Sea Rolled Back
- 1982,	The Ship That Never Was

## Racconti
- 1953, La ragazza della casa di fronte (The Girl Behind the Edge), stampato nel 1954 nella collana Manhunt con il numero 1 o  con il titolo La ragazza dietro la siepe (The Lady Says Die!), stampato nel 1961 nella collana Giallo Selezione con il numero 6.
- 1954, Il borsaiolo (The Pickpocket), in American Pulp, stampato nel 2000 nella collana Supergiallo con il numero 16.
- 1961, Prendilo a calci o fallo fuori! (Kick It or Kill), in Il mistero di Dragon Lady, stampato nel 1966 nella collana Gialli Garzanti con il numero 45.
- 1962, Il mistero di Dragon Lady, (The Affair with the Dragon Lady), in Il mistero di Dragon Lady, stampato nel 1966 nella collana Gialli Garzanti con il numero 45.
- 1963, Io, l'irlandese (Me, Hood!), in Io, l'irlandese, stampato nel 1965 nella collana Gialli Garzanti con il numero 28.
- 1964, L'aviatore (The Flier), in L'aviatore, stampato nel 1968 nella collana Garzanti per tutti con il numero 151.
- 1964,	Di nuovo l'irlandese (Return of the Hood), in Io, l'irlandese stampato nel 1965 nella collana Gialli Garzanti con il numero 28.
- 1964, Sette anni di morte (The Seven Year Kill), in L'aviatore, stampato nel 1968 nella collana Garzanti per tutti con il numero 151.
- 1964, Il bastardo Bannerman (The Bastard Bannerman), in Il mistero di Dragon Lady, stampato nel 1966 nella collana Gialli Garzanti con il numero 45.
- 1965, Killer mio! (Killer Mine), in Killer mio! stampato nel 1968 nella collana Garzanti per tutti con il numero 167.
- 1965, Uomo solo (Man Alone), in Killer mio! stampato nel 1968 nella collana Garzanti per tutti con il numero 167.

## Filmografia
- 1953, La mia legge (I, the jury) regia di Harry Essex, con Biff Elliot e Preston Foster (tratto dal romanzo Ti ucciderò del 1947).
- 1954, La lunga notte (The long wait), regia di Victor Saville con Anthony Quinn, Charles Coburn, Gene Evans, Peggie Castle (tratto dall'omonimo romanzo del 1953).
- 1955, Un bacio e una pistola (Kiss Me, Deadly), regia di Robert Aldrich con Ralph Meeker, Albert Dekker, Paul Stewart, Cloris Leachman (tratto dall'omonimo romanzo del 1952).
- 1957, Una ragazza e una pistola (My Gun Is Quick), regia di George A. White e Phil Victor con Robert Bray, Whitney Blake, Donald Randolph, Gina Core (tratto dall'omonimo romanzo del 1950).
- 1963, Cacciatori di donne (The Girl Hunters), di Roy Rowland con Mickey Spillane nel ruolo di Mike Hammer, Shirley Eaton, Lloyd Nolan (tratto dall'omonimo romanzo del 1962).
- 1971, Morgan il razziatore (The Delta Factor), regia di Tay Garnett con Christopher George, Yvette Mimieux, Yvonne de Carlo, Ted de Corsia (tratto dall'omonimo romanzo del 1965).
- 1974,  Colombo 3Stagione,  5 episodio. Un killer venuto dal Vietnam
- 1982, Io, la giuria (I, the jury), regia di Richard T. Heffron con Armand Assante, Barbara Carrera, Alan King, Paul Sorvino (seconda versione tratta dal romanzo Ti ucciderò del 1947).

## Cultura di massa
Lo scrittore viene citato nel film Full Metal Jacket (1987) di Stanley Kubrick: il sergente maggiore Hartman chiede al soldato Joker: "Chi ti credi di essere, Mickey Spillane?" quando, durante l'assegnazione dei gradi alla fine dell'addestramento, scopre la sua intenzione di partecipare a un corso di Principi di Giornalismo Militare.